# Difflugina
Difflugina – rodzina ameb należących do supergrupy Amoebozoa w klasyfikacji Cavaliera-Smitha.
W klasyfikacji Adl'a wyróżniamy następujące rodzaje::
- Bullinularia
- Centropyxis
- Difflugia
- Distomatopyxis
- Heleoptera
- Hyalosphenia
- Lesquereusia
- Nebela
- Paraquadrula
- Pontigulasia
- Plagiopyxis
- Quadrulella
- Trigonopyxis